# سرویسیو آئرئو ایکتیوو
سرویسیو آئرئو ایکتیوو (به انگلیسی: Servicio Aéreo Ejecutivo) یک شرکت هواپیمایی است. دفتر مرکزی سرویسیو آئرئو ایکتیوو در لیما، پرو واقع شده‌است.